# Ellen J. Hammer
Pour les articles homonymes, voir Hammer.
Ellen Joy Hammer, née à New York (États-Unis) le 17 septembre 1921 et morte dans cette ville le 28 janvier 2001, est une historienne américaine dont le domaine de recherche est l'histoire du Viêt Nam au XXe siècle.

## Biographie
Née à New York, fille de David et Rea (Welt) Hammer, elle obtient un baccalauréat du Barnard College en 1941 et travaille pendant quelques années au service de recherche du Council on Foreign Relations à Manhattan. Elle  obtient un doctorat en droit public et gouvernemental de la Columbia University, où elle s'est spécialisée en relations internationales. Elle se fait connaître au début des années 1950 pour son travail sur la domination coloniale en Indochine française. Elle est considérée comme l'un des premiers Américains à être érudit de l'histoire vietnamienne. Elle a fréquemment voyagé dans ce pays pendant de longues périodes.
Son premier livre, The Struggle for Indochina, publié en 1954, est considéré comme un texte pionnier pour cette période de l'histoire. Douglas Pike, historien et directeur de recherche au Vietnam Center de la Texas Tech University, a déclaré qu'en tant que chercheur, Hammer est « l'un des rares Américains à avoir pénétré au Viêt Nam avant l'installation américaine » au milieu des années 1960. L'ouvrage analyse l'histoire de l'Indochine française de 1940 à 1955, documentant la prise de contrôle de la colonie française par les Japonais pendant la Seconde Guerre mondiale et la lutte qui s'ensuivit entre le Việt Minh communiste et l'Union française entre 1946 et 1954, aboutissant à l'indépendance et la partition du Viêt Nam au 17e parallèle à la suite de la conférence de Genève.
Thomas Omestad a écrit dans une critique littéraire du New York Times au sujet de son ouvrage A Death in November: America in Vietnam, 1963 publié en 1987 : « Le titre de ce livre soigneusement étudié fait référence à la mort de Ngô Đình Diệm, président du Sud-Vietnam de 1955 à 1963, et celle de son frère et conseiller, Ngô Ðình Nhu ». Le livre citait plusieurs télégrammes classés du gouvernement américain décrivant en détail la participation américaine à la chute de Diem. Il documente les événements qui ont conduit au coup d'État sud-vietnamien de novembre 1963 qui a marqué l'arrestation et l'assassinat de Ngô Đình Diệm, le premier président du Sud-Vietnam, et suit la chute du régime Diem au milieu des manifestations de masse qui ont suivi la fusillade d'Hué lors des fêtes de Vesak, dans laquelle neuf bouddhistes ont été abattus par les forces gouvernementales alors qu'ils protestaient contre l'interdiction d'arborer le drapeau bouddhique. Le livre documente la crise bouddhiste en cours, couvrant des événements tels que l'auto-immolation de Thích Quảng Đức, les raids de la pagode Xá Lợi et les manœuvres des États-Unis au milieu de la crise.
Pike considérait Hammer comme « très fidèle  à Diem » et « amère » à propos de sa disparition. Après la chute de Diem, elle s'installe en France et s'engage à rester à l'écart du sujet. Malgré cela, elle a quand même écrit A Death en novembre.
Elle est morte d'un lymphome en 2001 à New York.